# エウル・フェルミ駅
エウル・フェルミ (EUR Fermi) はローマ地下鉄のB線の駅の一つである。エウローパ区のアメリカ通り(Viale America) とエンリコ・フェルミ駅広場の間にある。
1960年の第17回オリンピックの際に作られた人工の池が隣にある。
駅のアトリウムはアルテメトロ・ローマを受賞したモザイクで飾られている。展示されているモザイクの作者は、ブルーノ・チェッコベッリ（イタリア）とRupprecht Geiger (ドイツ) となっている。それらの写真はここでみられる。

## 施設
駅には以下の施設がある:
- 切符売場
- 障害者を運ぶ要員
- エスカレーター
- 駐車場

## 周辺
- 国立中央文書館 (Archivio Centrale dello Stato)
- パラロットマティカ (Palalottomatica)
- エウル池 (Laghetto dell'Eur)
- INAIL
- 交通省 - Via dell'Arte
- アメリカ通り (Viale America)